# Supercoppa spagnola 2014 (pallacanestro maschile)
La Supercoppa spagnola 2014  è la 11ª Supercoppa spagnola di pallacanestro maschile, organizzata dalla ACB e la 15ª edizione in generale. È anche chiamata Supercoppa Endesa per motivi di sponsorizzazione.
Sarà disputata il 26 e il 27 settembre 2014 presso la Fernando Buesa Arena di Vitoria tra i seguenti quattro club:
- Saski Baskonia, squadra ospitante
- Barcellona, campione di Spagna 2013-14
- Real Madrid, vincitore della Copa del Rey 2014
- Valencia, vincitore dell'Eurocup 2013-14

## Sorteggio
Le semifinai sono state sorteggiate il 10 settembre 2014.

## Tabellone
|  | Semifinali | Semifinali     | Semifinali |            |             | Finale      | Finale | Finale |  |
|  |            |                |            |            |             |             |        |        |  |
|  | 3          | Real Madrid    | 89         |            |             |             |        |        |  |
|  | 3          | Real Madrid    | 89         |            |             |             |        |        |  |
|  | 4          | Valencia       | 76         |            |             |             |        |        |  |
|  | 4          | Valencia       | 76         |            | Real Madrid | Real Madrid | 99     |        |  |
|  |            |                |            |            | Real Madrid | Real Madrid | 99     |        |  |
|  |            |                | Barcellona | Barcellona | 78          |             |        |        |  |
|  | 1          | Saski Baskonia | Barcellona | Barcellona | 78          | 66          |        |        |  |
|  | 1          | Saski Baskonia |            |            |             |             |        |        |  |
|  | 2          | Barcellona     | 95         |            |             |             |        |        |  |

## Semifinali
| Arbitri: | José Antonio Martín Bertrán Juan Carlos García González Carlos Peruga |

|                    |            |                   |
| Fernández 21       | Punti      | 17 Lončar         |
| Fernández, Llull 3 | Assist     | 7 Ribas           |
| Reyes 6            | Rimbalzi   | 9 Harangody       |
| Pablo Laso         | Allenatori | Velimir Perasović |

| Arbitri: | Emilio Pérez Pizarro Miguel Ángel Pérez Pérez Carlos Cortés |

|              |            |                      |
| Heurtel 17   | Punti      | 16 Abrines           |
| Heurtel 5    | Assist     | 4 Huertas            |
| Iverson 7    | Rimbalzi   | 7 Tomić              |
| Marco Crespi | Allenatori | Xavier Pascual Vives |

## Finale
| Arbitri: | Emilio Pérez Pizarro Juan Carlos García González Miguel Ángel Pérez Pérez |

| |            | |
| Llull 21 | Punti      | 15 Tomić |
| Rodríguez 7 | Assist     | 6 Huertas |
| Fernández, Reyes 4 | Rimbalzi   | 7 Doellman |
| 5 Fernández• 14 Ayón• 20 Carroll• 23 Llull• 50 Mejri 4 Rivers• 6 Nocioni• 7 Campazzo• 8 Mačiulis• 9 Reyes• 13 Rodríguez• 30 Mpourousīs | Formazioni | 5 Doellman• 10 Abrines• 13 Satoranský• 24 Oleson• 44 Tomić 8 Hezonja • 9 Huertas• 11 Navarro• 21 Pleiß• 23 Thomas• 30 Lampe• 34 Nachbar |
| Pablo Laso | Allenatori | Xavier Pascual Vives |